# Dacryodes olivifera
Dacryodes olivifera är en tvåhjärtbladig växtart som beskrevs av José Cuatrecasas. Dacryodes olivifera ingår i släktet Dacryodes och familjen Burseraceae. Inga underarter finns listade i Catalogue of Life.